# Raublättriger Schaf-Schwingel
Der Raublättrige Schaf-Schwingel (Festuca brevipila), auch Raublatt-Schwingel und Raublättriger Schwingel genannt, ist eine Pflanzenart aus der Gattung Schwingel (Festuca) innerhalb der Familie der Süßgräser (Poaceae).

## Beschreibung

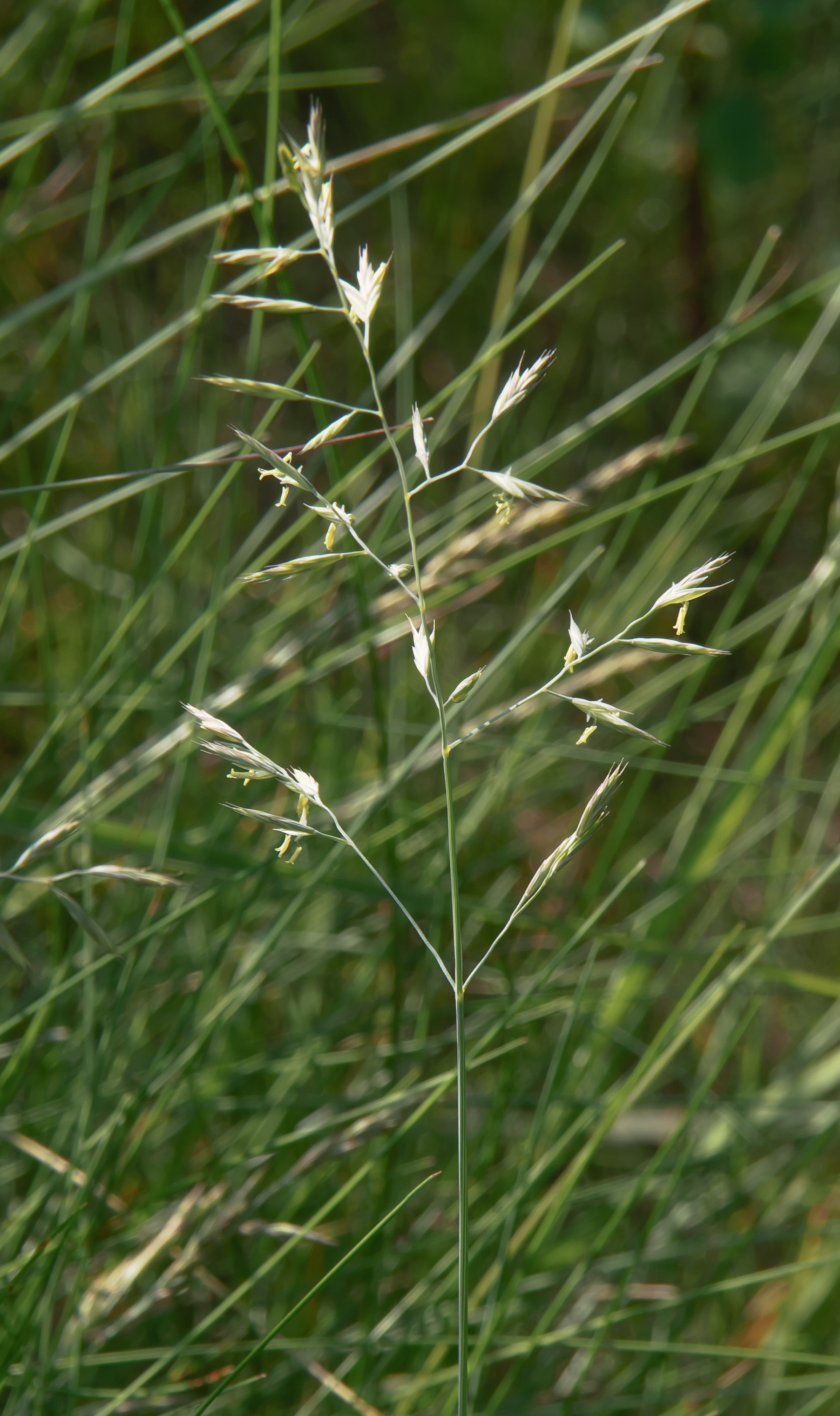
Blütenstand

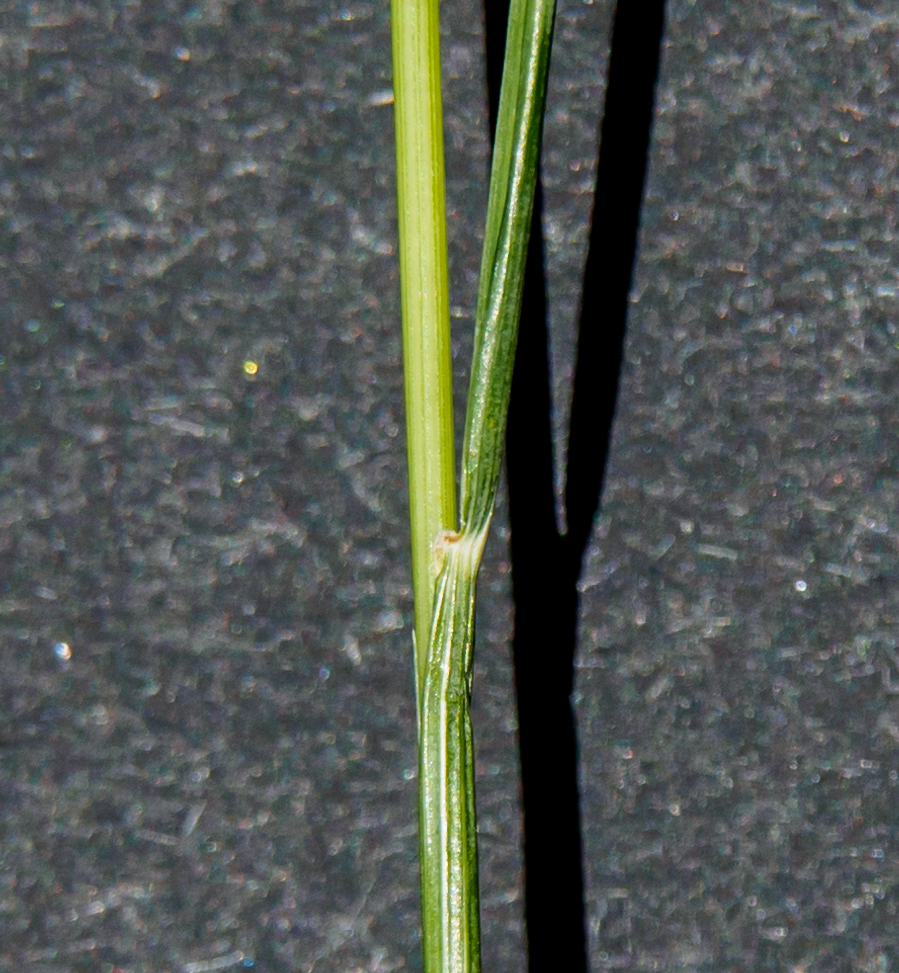
Blattansatz

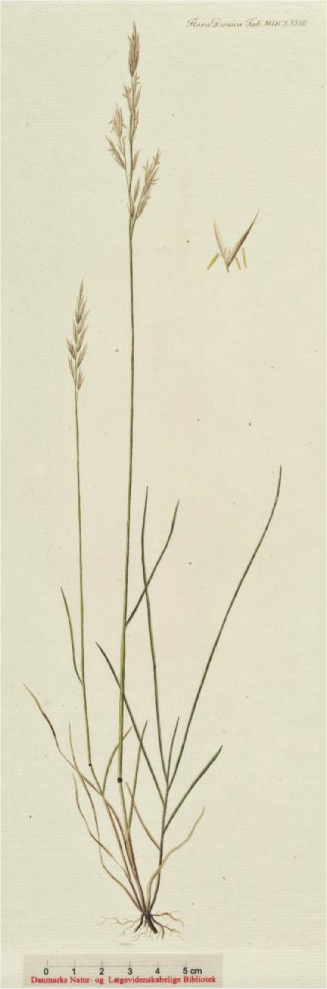
Illustration

### Vegetative Merkmale
Der Raublättrige Schaf-Schwingel ist eine sommergrünere, ausdauernde krautige Pflanze, die Wuchshöhen von 10 bis 70 Zentimetern erreicht. Sie wächst horstbildend.
Die meist grau-grünen und schwach bereiften oder unbereiften und dunkel-grünen, binsenförmigen Laubblätter sind rau mit V-förmigem Querschnitt mit einem Durchmesser von 0,7 bis 0,9 Millimetern. Die Sklerenchymausbildung ist variabel. Die Blattspreiten sind sieben bis dreizehnnervig. Teils verfügen sie über drei Leitbündel in der Mitte sowie an den Rändern. Teilweise sind Zwischenbündel vorhanden, welche ringförmig zusammenfließen können. Die Blattscheiden sind rau bis dicht abstehend behaart.

### Generative Merkmale
Der während der Anthese lockere bis sonst zusammengezogene, rispige Blütenstand ist 4 bis 12 Zentimeter lang. Die Ährchen sind 6 bis 10 Millimeter lang. Die oft rötlich überlaufenen Deckspelzen sind 4 bis 6 Millimeter lang. Die Spelzen tragen eine 2 bis 3 Millimeter lange Granne.
Die Chromosomenzahl beträgt 2n = 42.

## Ökologie und Phänologie
Beim Raublättrigen Schaf-Schwingel handelt es sich um einen skleromorphen, mesomorphen Hemikryptophyten.
Der Aufblühzeitpunkt des Raublättrigen Schaf-Schwingels ist vormittags in der Blütezeit zwischen Mai und Juli.

## Vorkommen
Es gibt Fundortangaben für Frankreich, die Schweiz, Österreich, Deutschland, die Niederlande, Tschechien, die Slowakei, Polen, Litauen, Lettland, Kroatien, Bosnien und Herzegowina, Serbien, Bulgarien, Rumänien, Russland und die Ukraine. Im Vereinigten Königreich, in Belgien, Dänemark, Norwegen sowie Finnland ist er ein Neophyt. In Schweden ist die Ursprünglichkeit zweifelhaft.
Der Raublättrige Schaf-Schwingel kommt in Mitteleuropa vom Flachland bis in Höhenlagen von etwa 200 Metern vor. Er besiedelt vor allem kalkarme bis saure, stickstoffarme Sandböden in Sandtrockenrasen, aber auch kurzlebige Ruderalfluren sowie Frischwiesen und -weiden. Vielfach wird er in Saatgutmischungen für Park- und Scherrasen verwendet. Von dort wurde er weithin verschleppt und findet sich oft an Straßenrändern, in Böschungen, auf Bahndämmen und in Hafenanlagen.

## Systematik
Die Erstbeschreibung erfolgte 1882 als Festuca ovina subvar. trachyphylla Hack. durch Eduard Hackel in Monogr. Festuc. Eur. Seite 91. Diese Sippe wurde 1984 zur Unterart Festuca stricta subsp. trachyphylla (Hack.) Pils von Garhard Pils in Phyton (Horn), Band 24, Seite 58 erhoben. Den Rang einer Art Festuca brevipila hat sie 1977 durch Reinhild Tracey in Plant Systematics and Evolution, Volume 128, Issue 3–4, Seite 287 erhalten. Als Art kann der Raublättrige Schaf-Schwingel als Festuca trachyphylla (Hack.) Krajina 1930 non Hack. ex Druce 1915 bezeichnet werden, jedoch ist dieser Name illegitim.
Synonyme für Festuca brevipila R.Tracey sind: Festuca trachyphylla, Festuca stricta subsp. trachyphylla oder je nach Autor ist einer der beiden Namen akzeptiert.
Festuca brevipila R.Tracey gehört zur Artengruppe der Schaf-Schwingel (Festuca ovina agg.) der Gattung Festuca aus der Subtribus Loliinae der Tribus Poeae in der Unterfamilie Pooideae innerhalb der Familie der Poaceae.